# Rio Chinteni
O Rio Chinteni é um rio da Romênia, afluente do Someşul Mic, localizado no distrito de Cluj.